# Васильченко, Филипп Трофимович
Филипп Трофимович Васильченко (1910—?) — советский работник сельского хозяйства, бригадир тракторной бригады, Герой Социалистического Труда.

## Биография
Родился в 1910 году.
Был участником Великой Отечественной войны. После её окончания вернулся на родину и начал работать в тракторной бригаде Сальской машинно-тракторной станции колхоза им. Сталина (позже — XXII партсъезда).
Филипп Трофимович был автором статей в газетах и журналах:
- Сроки и качество — главное в борьбе за урожай / «Молот». Ростов н/Д, 1948, 17 марта. С. 3.
- К новым успехам / «Сальский большевик». Сальск, 1948, 7 ноября. С. 2.
- В борьбе за высокий урожай / «Блокнот агитатора». Ростов н/Д, 1948, № 2. С. 32-38.

## Награды
- Указом Президиума Верховного Совета СССР от 25 февраля 1948 года бригадиру тракторной бригады Сальской МТС колхоза им. Сталина Сальского района Ростовской области Филиппу Трофимовичу Васильченко за получение высокого урожая пшеницы 24,2 центнера с гектара на площади 396 га было присвоено звание Героя Социалистического Труда с вручением ордена Ленина и золотой медали «Серп и Молот».[3]
- Также был награждён вторым орденом Ленина (1952) и медалями.

## Источник
- Герои Труда Дона: к 70-летию учреждения звания «Герой Социалистического Труда». Биобиблиографический справочник / Донская государственная публичная библиотека. Ростов н/Д, 2008.